# Nordmarkspartiet
Nordmarkspartiet var ett lokalt politiskt parti i Årjängs kommun. Partiet bildades inför valet till kommunfullmäktige 2010 av personer som var missnöjda med det styrande Centerpartiet.

## Valresultat
| År   | Röster | %    | Mandat  | Ref |
| ---- | ------ | ---- | ------- | --- |
| 2010 | 299    | 5,51 | 2 av 41 |     |
| 2014 | 78     | 1,33 | 0 av 35 |     |